# Lidia Peradotto
Lidia Peradotto (Turín, 1892 - Buenos Aires, 2 de septiembre de 1951) fue una filósofa y lógica italiana, naturalizada argentina.

## Biografía
Sus padres emigraron a Argentina; sus tres hijas se instalaron en Buenos Aires. Lidia fue la primera mujer en ser vicepresidenta del Ateneo en 1919, cuando era además rectora reformista del Liceo de Señoritas Víctor Mercante de La Plata núm. 1, en el cual dictó las cátedras de psicología y lógica.

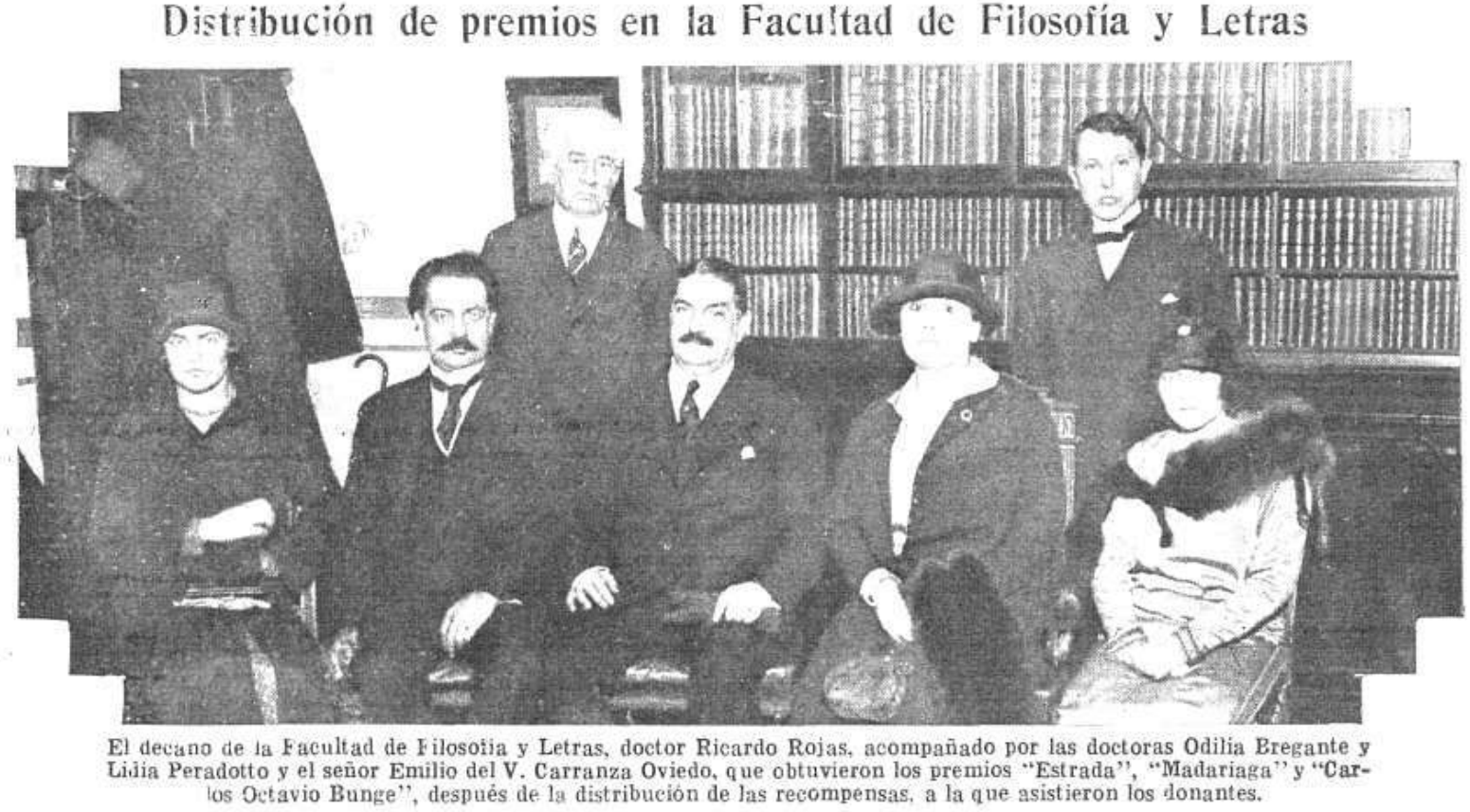
Fotografía publicada en Caras y Caretas de Ricardo Rojas, Odilia Bregante, Lidia Peradotto y Emilio del V. Carranza Oviedo recibiendo premios por sus tesis doctorales. Lamentablemente, no se aclara cuál de las tres mujeres de la fotografía es Lidia Perodotto.

Se destacó como antipositivista y feminista dentro del grupo orsiano de la universidad; de hecho, fue la única mujer miembro del Colegio Novecentista, que editaba la revista Cuadernos, donde ya en 1917 había publicado una recensión del libro de Alfred Binet El cuerpo y el alma. También escribió en la revista Ideas. Desde sus primeros años como estudiante, Peradotto se ligó a la investigación del catedrático de lógica y filósofo antipositivista Alfredo Franceschi (1891-1942). Se doctoró en 1924.
Fue profesora suplente, y, desde 1943, profesora titular de Lógica de la Universidad de Buenos Aires. En Argentina quizá fue la primera en publicar un trabajo de cierta extensión acerca de la lógica simbólica, ya que su tesis doctoral de 1924, La logística, impresa en 1925, se ocupa de exponer y evaluar contenidos propios de la lógica de la segunda mitad del siglo XIX y XX. Fue la primera mujer en tan alto puesto universitario en la historia de Argentina. Su tesis recibió el premio Madariaga del año 1924. Después publicó diversos trabajos relacionados con la lógica matemática y "Aporte al estudio de la inducción" y "Descartes y Galileo". Fue la mentora de la gran filóloga y helenista argentina María Rosa Lida de Malkiel desde antes incluso de que esta iniciara su carrera universitaria, a la que introdujo en las filosofías de Bergson y Benedetto Croce.

## Obras
- La logística, Buenos Aires: Imprenta de la Universidad, 1925.[9][10]